# Ptitjevo
Ptitjevo (bulgariska: Птичево) är ett distrikt i Bulgarien.   Det ligger i kommunen Obsjtina Omurtag och regionen Tărgovisjte, i den centrala delen av landet, 240 km öster om huvudstaden Sofia.